# Adelheid van Vohburg
Adelheid (ook wel Adela) van Vohburg (Rapotonen) (?, 1122 - Abdij Weißenau, na 1187) was een dochter van Diephold III van Vohburg en  Adelajda von Polen, auch Adelheid (* 1090/91; † 1127) Adelheid trouwde met Frederik van Zwaben (Frederik Barbarossa), die in 1147 hertog van Zwaben werd en in 1152 Duits koning. Het echtpaar bleef kinderloos en haar echtgenoot wilde het huwelijk nietig laten verklaren door paus Eugenius III. Het huwelijk werd in 1153 inderdaad ook nietig verklaard op basis van bloedverwantschap. Adelheid trouwde nadien nog met Dieto van Ravensburg.